# Persone di nome Marko/Calciatori
| Questa pagina contiene informazioni ricavate automaticamente dalle voci biografiche con l'ausilio del template Bio e di un bot. L'aggiornamento è periodico e automatico e ricostruisce completamente la pagina. Se manca una persona in questa lista, sei pregato di non aggiungerla, ma accertati piuttosto che la sua voce biografica contenga il template Bio e che i dati anagrafici siano correttamente compilati. Se il template Bio manca, inseriscilo tu stesso o, in alternativa, metti l'avviso {{tmp\|Bio}} che ne segnala la mancanza. Se i dati riportati sono sbagliati, correggi direttamente la voce biografica; le modifiche saranno visibili in questa lista entro pochi giorni. Per chiarimenti vedi il progetto antroponimi. La lista contiene solo le 146 persone che sono citate nell'enciclopedia e per le quali è stato implementato correttamente il template Bio. Pagina aggiornata al 22 lug 2025. |

Questa è una lista di persone presenti nell'enciclopedia che hanno il nome Marko e sono calciatori.

## A(5)
- Marko Adamović, calciatore serbo (Ub, n. 1991)
- Marko Alvir, ex calciatore croato (Zagabria, n. 1994)
- Marko Andić, calciatore serbo (Požega, n. 1983)
- Marko Anđelković, ex calciatore serbo (Belgrado, n. 1984)
- Marko Arnautović, calciatore austriaco (Vienna, n. 1989)

## B(12)
- Marko Bakić, calciatore montenegrino (Budua, n. 1993)
- Marko Baša, ex calciatore montenegrino (Trstenik, n. 1982)
- Marko Bašić, ex calciatore croato (Zagabria, n. 1988)
- Marko Bencun, ex calciatore croato (Metković, n. 1992)
- Marko Biskupović, ex calciatore cileno (Santiago del Cile, n. 1989)
- Marko Blažić, calciatore serbo (Mladenovac, n. 1985)
- Marko Bošković, ex calciatore serbo (Belgrado, n. 1982)
- Marko Božić, calciatore austriaco (Vienna, n. 1998)
- Marko Brest, calciatore sloveno (n. 2002)
- Marko Brtan, calciatore croato (Zagabria, n. 1991)
- Marko Bulat, calciatore croato (Sebenico, n. 2001)
- Marko Burzanović, calciatore montenegrino (Podgorica, n. 1998)

## C(1)
- Marko Ciurlizza, ex calciatore peruviano (Lima, n. 1978)

## D(6)
- Marko Dabro, calciatore croato (Vinkovci, n. 1997)
- Marko Dević, ex calciatore serbo (Belgrado, n. 1983)
- Marko Divković, calciatore croato (Vinkovci, n. 1999)
- Marko Dmitrović, calciatore serbo (Subotica, n. 1992)
- Marko Docić, calciatore serbo (Belgrado, n. 1993)
- Marko Dugandžić, calciatore croato (Osijek, n. 1994)

## E(1)
- Marko Elsner, calciatore jugoslavo (Maribor, n. 1960 - Lubiana, † 2020)

## F(1)
- Marko Farji, calciatore iracheno (Grimstad, n. 2004)

## G(5)
- Marko Gajić, calciatore serbo (Belgrado, n. 1992)
- Marko Gobeljić, calciatore serbo (Kraljevo, n. 1992)
- Marko Grgić, ex calciatore croato (Čitluk, n. 1987)
- Marko Grujić, calciatore serbo (Belgrado, n. 1996)
- Marko Gruškovnjak, ex calciatore sloveno (n. 1965)

## I(2)
- Marko Ilić, calciatore serbo (Novi Sad, n. 1998)
- Marko Ivezić, calciatore serbo (n. 2001)

## J(10)
- Marko Janković, calciatore montenegrino (Cettigne, n. 1995)
- Marko Jevremović, calciatore serbo (Belgrado, n. 1996)
- Marko Jevtović, calciatore serbo (Belgrado, n. 1993)
- Marko Johansson, calciatore svedese (Malmö, n. 1998)
- Marko Jondić, calciatore serbo (Subotica, n. 1995)
- Marko Jordan, calciatore croato (Zara, n. 1990)
- Marko Jovanović, ex calciatore serbo (Belgrado, n. 1988)
- Marko Jovanovski, calciatore macedone (Skopje, n. 1988)
- Marko Jovičić, ex calciatore serbo (Belgrado, n. 1995)
- Marko Jurić, calciatore croato (Ragusa, n. 1994)

## K(10)
- Marko Karamarko, calciatore croato (Kruševo, n. 1993)
- Marko Kelemen, calciatore slovacco (Rožňava, n. 2000)
- Marko Klisura, calciatore serbo (Sremska Mitrovica, n. 1992)
- Marko Kolaković, calciatore serbo (Ivanjica, n. 1993)
- Marko Kolar, calciatore croato (Zabok, n. 1995)
- Marko Kolsi, ex calciatore finlandese (Vantaa, n. 1985)
- Marko Kordić, calciatore montenegrino (Podgorica, n. 1995)
- Marko Krasić, calciatore serbo (Kragujevac, n. 1985)
- Marko Krivičić, calciatore sloveno (Capodistria, n. 1996)
- Marko Kvasina, calciatore austriaco (Vienna, n. 1996)

## L(5)
- Marko Lazetić, calciatore serbo (Belgrado, n. 2004)
- Marko Lešković, calciatore croato (Našice, n. 1991)
- Marko Livaja, calciatore croato (Spalato, n. 1993)
- Marko Ljubinković, ex calciatore serbo (Belgrado, n. 1981)
- Marko Lomić, ex calciatore serbo (Čačak, n. 1983)

## N(3)
- Marko Nikolić, calciatore svedese (Huddinge, n. 1997)
- Marko Nikolić, calciatore serbo (Belgrado, n. 1998)
- Marko Nunić, calciatore sloveno (Lubiana, n. 1993)

## O(1)
- Marko Obradović, calciatore serbo (Belgrado, n. 1991)

## P(14)
- Marko Pajač, calciatore croato (Zagabria, n. 1993)
- Marko Pantić, calciatore serbo (Novi Sad, n. 1998)
- Marko Pavićević, calciatore serbo (Gornji Milanovac, n. 1986)
- Marko Pavlovski, calciatore serbo (Belgrado, n. 1994)
- Marko Pejić, calciatore croato (Zagabria, n. 1995)
- Marko Perišić, calciatore bosniaco (Sarajevo, n. 1991)
- Marko Perović, ex calciatore serbo (Leskovac, n. 1972)
- Marko Pervan, calciatore croato (Metković, n. 1996)
- Marko Petković, calciatore serbo (Sremska Mitrovica, n. 1992)
- Marko Pjaca, calciatore croato (Zagabria, n. 1995)
- Marko Poletanović, calciatore serbo (Novi Sad, n. 1993)
- Marko Pridigar, ex calciatore sloveno (n. 1985)
- Marko Prljević, calciatore serbo (Užice, n. 1988)
- Marko Putinčanin, calciatore serbo (Belgrado, n. 1987)

## R(10)
- Marko Radaš, ex calciatore croato (Vukovar, n. 1983)
- Marko Raguž, calciatore austriaco (Grieskirchen, n. 1998)
- Marko Raičević, calciatore montenegrino (n. 1988)
- Marko Rakonjac, calciatore montenegrino (Bijelo Polje, n. 2000)
- Marko Ranilović, ex calciatore sloveno (Maribor, n. 1986)
- Marko Regža, calciatore lettone (Riga, n. 1999)
- Marko Rehmer, ex calciatore tedesco (Berlino Est, n. 1972)
- Marko Ristić, ex calciatore serbo (Požarevac, n. 1987)
- Marko Rog, calciatore croato (Varaždin, n. 1995)
- Marko Roganović, calciatore montenegrino (Podgorica, n. 1996)

## S(9)
- Marko Simeunovič, ex calciatore sloveno (Maribor, n. 1967)
- Marko Simić, calciatore serbo (Belgrado, n. 1987)
- Marko Simonovski, calciatore macedone (Skopje, n. 1992)
- Marko Soldo, calciatore bosniaco (Ljubuški, n. 2003)
- Marko Stamenic, calciatore neozelandese (Wellington, n. 2002)
- Marko Stanković, ex calciatore austriaco (Krems an der Donau, n. 1986)
- Marko Stanojević, calciatore serbo (Pirot, n. 1988)
- Marko Stojanović, calciatore serbo (Belgrado, n. 1998)
- Marko Stolnik, calciatore croato (Varaždin, n. 1996)

## T(8)
- Marko Tanasić, ex calciatore serbo (Aleksa Šantić, n. 1964)
- Marko Tešija, calciatore croato (Spalato, n. 1992)
- Marko Tolić, calciatore croato (Zagabria, n. 1996)
- Marko Tomić, calciatore serbo (Pristina, n. 1991)
- Marko Topić, ex calciatore bosniaco (Oštra Luka, n. 1976)
- Marko Totka, calciatore slovacco (Skalica, n. 2000)
- Marko Tuomela, ex calciatore finlandese (Järfalla, n. 1972)
- Marko Tući, calciatore montenegrino (Podgorica, n. 1998)

## V(8)
- Marko Valok, calciatore e allenatore di calcio jugoslavo (Surčin, n. 1927 - Belgrado, † 2024)
- Marko Vejinović, ex calciatore olandese (Amsterdam, n. 1990)
- Marko Vešović, calciatore montenegrino (Podgorica, n. 1991)
- Marko Vidović, ex calciatore serbo (Belgrado, n. 1988)
- Marko Vranjković, calciatore croato (Zagabria, n. 1999)
- Marko Vučić, calciatore montenegrino (Nikšić, n. 1996)
- Marko Vukasović, calciatore montenegrino (Cettigne, n. 1990)
- Marko Vukčević, calciatore montenegrino (Podgorica, n. 1993)

## Z(1)
- Marko Zalokar, calciatore sloveno (Brežice, n. 1990)

## Ć(2)
- Marko Ćetković, calciatore montenegrino (Titogrado, n. 1986)
- Marko Ćosić, calciatore croato (Zagabria, n. 1994)

## Đ(3)
- Marko Đalović, ex calciatore serbo (Kragujevac, n. 1986)
- Marko Đurišić, calciatore serbo (Belgrado, n. 1997)
- Marko Đira, calciatore croato (Sebenico, n. 1999)

## Š(4)
- Marko Šarlija, ex calciatore croato (Zagabria, n. 1982)
- Marko Šćepović, calciatore serbo (Belgrado, n. 1991)
- Marko Šimić, calciatore croato (Fiume, n. 1988)
- Marko Šarić, calciatore serbo (Zemun, n. 1998)

## Ž(1)
- Marko Živković, calciatore serbo (Smederevo, n. 1994)